# لوتشيان هدسون
لوتشيان هدسون (بالإنجليزية: Lucian Hudson)‏ هو صحفي بريطاني، ولد في 5 يوليو 1960.